# Йонас Вайткус
 Йонас Вайткус  англ. Jonas Vaitkus (20 травня 1944) — литовський режисер театру та кіно.

## Життєпис
- 1977 — 1988 — художній керівник Каунаського державного (Академічного) драматичного театру,  [Архівовано 5 липня 2013 у Wayback Machine.]

- 1989 — 1995 — художній керівник Литовського національного драматичтого театру.

Режисер багатьох фільмів та понад 60 вистав.

## Режисер фільмів
- 1985 — Зодіак
- 2001 — Зовсім один